# Universidade Amílcar Cabral
A Universidade Amílcar Cabral (UAC) é uma instituição de ensino superior pública da Guiné-Bissau. É a única universidade pública do país.
Fundada em 1999 com a missão de federar as diversas instituições superiores da nação, foi fechada abruptamente em 2008; a partir de 2010 passou por uma profunda reestruturação, que culminou com a sua retomada de atividades em 2013, com a nomeação do seu novo corpo administrativo.
Em 2018 foi anunciado que o sistema federativo da UAC seria composto pelas faculdades de direito, humanidades e medicina, e pelas escolas superiores de administração e educação. Tal formato nunca entrou em operações de fato.
Com reitoria instalada na cidade de Bissau, a universidade foi nomeada em homenagem a Amílcar Cabral, considerado o "pai" da independência do país.

## Histórico
A tradição universitária do sistema federativo da Universidade Amílcar Cabral surgiu da "Escola de Habilitação de Professores do Posto de Bolama General Arnaldo Sachutz",  instituída pelo decreto-lei 45908, de 10 de setembro de 1964, com funcionamento pleno a partir de 13 de fevereiro de 1967; em 1975 tornou-se a Escola Nacional Amílcar Cabral. Em 1972 já havia surgido a Escola de Magistério Primário de Bissau, que se tornaria, em 1975, a Escola Nacional 17 de Fevereiro.
O ano de 1979 viria trazer uma explosão da oferta de ensino com a abertura da Escola de Direito (atual Faculdade de Direito de Bissau), a Escola Normal Superior Tchico Té (primeira a verdadeiramente ofertar ensino superior, em 1983-84) e a Escola Nacional de Educação Física e dos Desportos. O Centro de Formação Administrativa (atual Escola Nacional de Administração) foi inaugurado em 1982 e a Faculdade de Medicina só surgiria em 1986.

### Criação da UAC
A maioria das instituições componentes do sistema federativo UAC já estavam formadas quando uma relevante discussão da importância de uma universidade pública iniciou-se em 1984, porém não achava-se vontade política e recurso orçamentário para dar conta do projeto. Pensou-se inclusive na cooperação soviética e cubana para levar adiante uma universidade que reunisse os cursos isolados. A discussão porém foi interrompida na iminência do colapso do sistema socialista e da abertura política nacional, empurrando-a para a década de 1990.
A UAC foi criada pelo decreto n.° 6/99 de 6 de dezembro de 1999, como uma universidade pública com gestão privada/autónoma, gerida por uma fundação privada, a Fundação para Promoção do Ensino e da Cultura (FUNPEC). A FUNPEC era composta pela parceria do governo da Guiné-Bissau com uma universidade privada portuguesa, a Universidade Lusófona de Humanidades e Tecnologias.
O início das suas operações deu-se a 13 de novembro de 2003, por decreto do então presidente interino guineense, Henrique Rosa. Para seu início foram criadas as faculdades de Ciências, Economia, Letras e Ciências da Comunicação, Tecnologias, Ciências Agrárias e Veterinárias bem como uma Escola Superior de Educação Física e Desportiva. Ademais, a universidade deveria, gradualmente, federar as outras instituições de ensino superior públicas do país, iniciando pela Faculdade de Direito.
A partir de 2006, a Escola Nacional de Saúde (ENS), juntamente com a sua principal instituição, a Faculdade de Medicina Raúl Diaz Arguelles, passaram a congregar também a UAC.
Em 3 novembro de 2008, o governo alegou falta de condições para financiar a instituição, declarando em seguida cedência da Universidade ao seu parceiro – Universidade Lusófona de Portugal. O então reitor da UAC, Alberto Sanhá, considerou, numa entrevista ao canal Portuguese News Network, o acordo como "um negócio sujo". No mesmo dia a Associação dos Professores da UAC questionou a legitimidade do executivo para alterar o estatuto jurídico do estabelecimento, afirmando estar surpreendido pela forma como o assunto foi tratado, apelando também à intervenção do Ministério Público para que viesse proceder a auditoria da gestão financeira da universidade.
Com a passagem total da instituição ao capital privado, algumas faculdades, tal como a de medicina e a de direito (até então integradas na UAC), se desfiliaram e passaram a autonomia novamente.

### Reestruturação
Desde 2010 o governo guineense vem tentando reestruturar a instituição, com a criação de um convénio de cooperação com o governo brasileiro através da Universidade da Integração Internacional da Lusofonia Afro-Brasileira (UNILAB), para estruturação administrativa e formação de docentes.
Em 2013, após cinco anos desativada, a UAC retomou as suas atividades, com a nomeação de uma novo corpo administrativo - reitor e vice-reitores. Em setembro de 2014 a universidade ganhou uma nova reitora, a então ministra Zaida Maria Lopes Pereira Correia (cessante em 2018).
Em 2014 iniciou-se a negociação para integração da estrutura da Faculdade de Direito de Bissau, como unidade orgânica da UAC, muito embora tal integração nunca tenha avançado ou sido concluída (mesmo facto com a FMRDA, com a ESEGB e com a ENA-Bissau).
Em 2015 a UAC fez vários eventos de caráter académico enquanto não reabria oficialmente as suas atividades para o ano letivo de 2015/2016. Sua reabertura foi possível através de um outro convénio, desta vez com a Organização das Nações Unidas para a Educação, a Ciência e a Cultura (UNESCO) para aquisição dos materiais para os cursos de licenciatura em tecnologias.
A 23 de junho de 2016 conseguiu os materiais para a primeira biblioteca universitária do país, a "Biblioteca Central da UAC", com a doação dos livros da biblioteca particular do professor americano Russell Hamilton, um dos entusiastas da UAC, morto em fevereiro de 2016. A biblioteca funcionou em estruturas provisórias até 2019, quando ganhou local apropriado.

## Ensino e investigação
Entre 2014 e 2020 foi anunciado repetidas vezes que a UAC funcionaria como um sistema federativo, que seria composto pela Faculdade de Direito de Bissau (FDB), pela Faculdade de Medicina Raúl Diaz Arguelles (FMRDA), pela Faculdade de Humanidades (FH), pela Escola Nacional de Administração (ENA-Bissau) e pela Escola Superior de Educação da Guiné-Bissau (que congregaria a Escola Normal Superior Tchico Té (ENSTT), Escola Nacional de Educação Física e Desporto (ENEFD), a Escola Nacional 17 de Fevereiro (EN-17F) e a Escola Nacional Amílcar Cabral (ENAC)).
Porém, em 2021 os únicos cursos implantados eram as licenciaturas de:
- Tecnologia de informação e comunicação;
- Ciências agropecuárias;
- Comunicação e marketing;
- Letras (línguas e literaturas);
- Humanidades (ciências humanas);
- Serviços sociais;
- Economia;
- Ciências de educação.

Cada oferta de licenciatura funciona na alçada de um departamento universitário da UAC, que possui nome idêntico ao do curso.
A universidade mantém um periódico de divulgação científica, a Revista Tapada, sob curadoria de um núcleo de estudos.

## Reitores
| Nome                               | Mandato                                        | Afiliação                                     | Forma de eleição       |
| ---------------------------------- | ---------------------------------------------- | --------------------------------------------- | ---------------------- |
| Tcherno Djaló                      | 13 de novembro de 2003 - 9 de dezembro de 2005 | Faculdade de Economia                         | Indicação presidencial |
| Augusto Idrissa Embaló             | 9 de dezembro de 2005 - Novembro de 2007       | Faculdade de Ciências Agrárias e Veterinárias | Indicação parlamentar  |
| Alberto Sanhá                      | Novembro de 2007 - 3 de novembro de 2008       | Faculdade de Direito de Bissau                | Indicação parlamentar  |
| Interregno                         | –                                              | –                                             | –                      |
| Maria Odete da Costa Soares Semedo | 8 de janeiro de 2013 - 20 de setembro de 2014  | Escola Superior de Educação da Guiné-Bissau   | Indicação ministerial  |
| Zaida Maria Lopes Pereira Correia  | 20 de setembro de 2014 - 10 de janeiro de 2018 | Escola Superior de Educação da Guiné-Bissau   | Indicação ministerial  |
| Joel Aló Fernandes                 | 10 de janeiro de 2018 - 14 de setembro de 2018 | Faculdade de Direito de Bissau                | Indicação ministerial  |
| Fodé Abulai Mané                   | 14 de setembro de 2018 - Abril de 2020         | Faculdade de Direito de Bissau                | Indicação ministerial  |
| Timóteo Saba M'bunde               | Abril de 2020 - Abril de 2022                  | Instituto Nacional de Estudos e Pesquisa      | Indicação ministerial  |
| Incanhe Natanda                    | Abril de 2022 - 1 de janeiro de 2024           | ?                                             | Indicação ministerial  |
| Herculado Arlindo Mendes           | 2 de janeiro de 2024 - presente                | Instituto Nacional de Estudos e Pesquisa      | Indicação ministerial  |

## Pessoas notáveis
- Carlos Vaz (ex-professor universitário) - comunicador, político e escritor;
- Vital Incopté (ex-professor universitário) - administrador e político;[40]
- Alexandre Furtado (ex-professor universitário) - educador, acadêmico e político;[41]
- Kumba Yalá (alumnus) - político, filósofo e advogado.[42]